# Симара (аэропорт)

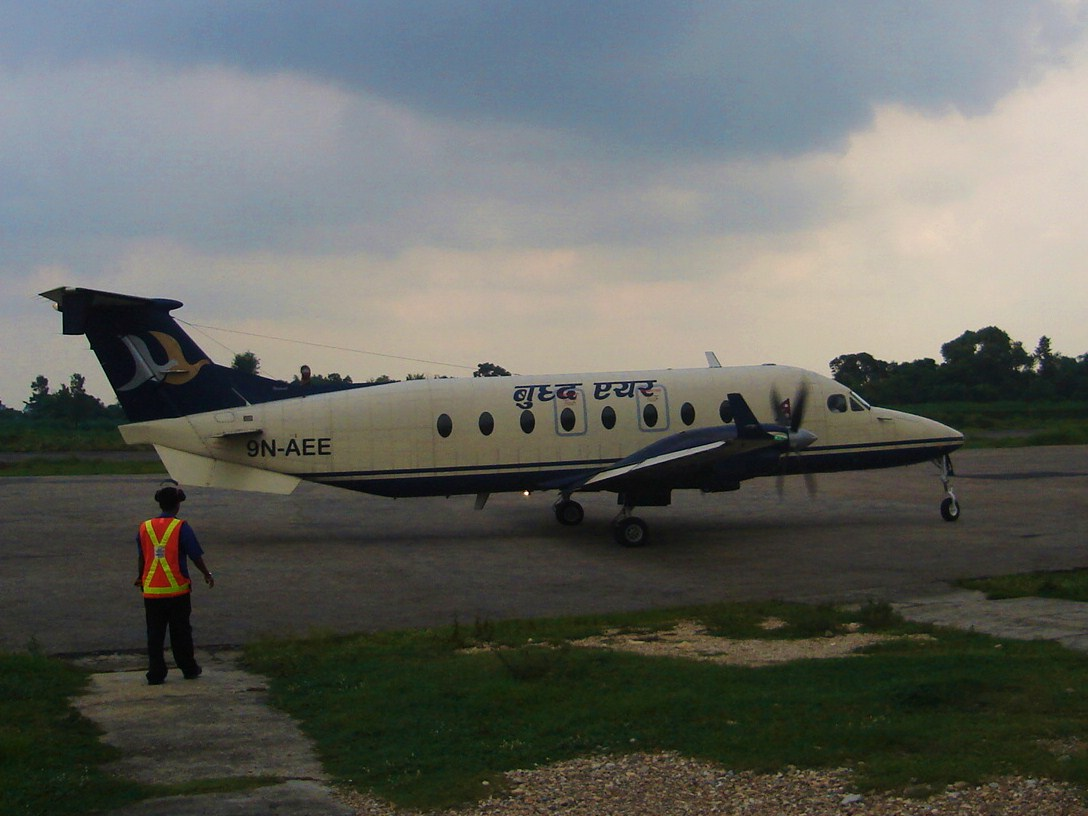
Beechcraft 1900D авиакомпании Buddha Air в аэропорту Симара

Аэропорт Симара (непальск. सिमरा विमानस्थल), (ИАТА: SIF, ИКАО: VNSI), — непальский аэропорт, обслуживающий коммерческие авиаперевозки одноимённого города.

## Общие сведения
Аэропорт Симара был открыт 4 июля 1958 года.
Аэропорт расположен на высоте 137 метров над уровнем моря и эксплуатирует одну взлётно-посадочную полосу 01/19 размерами 1192х30 метров с асфальтовым покрытием.